# Kleingewässerlandschaft westlich von Dorf Mecklenburg
Kleingewässerlandschaft westlich von Dorf Mecklenburg este o arie protejată (arie specială de conservare — SAC, sit de importanță comunitară — SCI) din Germania întinsă pe o suprafață de 720 ha, integral pe uscat.

## Localizare
Centrul sitului Kleingewässerlandschaft westlich von Dorf Mecklenburg este situat la coordonatele 53°50′57″N 11°23′44″E / 53.8492°N 11.3956°E.

## Înființare
Situl Kleingewässerlandschaft westlich von Dorf Mecklenburg a fost declarat sit de importanță comunitară în aprilie 2004 pentru a proteja 4 specii de animale. Situl a fost protejat și ca arie specială de conservare în august 2016.

## Biodiversitate
Situată în ecoregiunea continentală, aria protejată conține 1 habitat natural: Lacuri eutrofice naturale cu vegetație de tip Magnopotamion sau Hydrocharition.
La baza desemnării sitului se află mai multe specii protejate:
- amfibieni (2): buhai de baltă cu burta roșie (Bombina bombina), triton cu creastă (Triturus cristatus)
- nevertebrate (2): Vertigo angustior, Vertigo moulinsiana